# Jupanivka, Korosten
Jupanivka (în ucraineană Жупанівка) este un sat în comuna Horșciîk din raionul Korosten, regiunea Jîtomîr, Ucraina.

## Demografie
Componența lingvistică a localității Jupanivka
     Ucraineană (100%)
Conform recensământului din 2001, toată populația localității Jupanivka era vorbitoare de ucraineană (100%).